# Kaniama flygplats
Kaniama flygplats är en stängd flygplats vid orten Kaniama i Kongo-Kinshasa. Den ligger i provinsen Haut-Lomami, i den södra delen av landet, 1 000 km öster om huvudstaden Kinshasa. Kaniama flygplats ligger 845 meter över havet. IATA-koden är KNM och ICAO-koden FZTK. Visst underhåll sker men inte tillräckligt för att göra den användbar.